# 海洋町
海洋町（かいようちょう）は、兵庫県芦屋市の町名。郵便番号659-0035。

## 世帯数と人口
2022年（令和4年）8月1日現在の世帯数と人口は以下の通りである。
| 町丁   | 世帯数  | 人口    |
| ------ | ------- | ------- |
| 海洋町 | 654世帯 | 1,225人 |

## 小・中学校の学区
市立小・中学校に通う場合、学区は以下の通りとなる。
| 番地 | 小学校             | 中学校             |
| ---- | ------------------ | ------------------ |
| 全域 | 芦屋市立潮見小学校 | 芦屋市立潮見中学校 |

## 交通

### 鉄道
町内に鉄道駅はない。

### 道路
町内を通過する国道、県道はない。

## 施設
- 潮芦屋温泉 SPA水春
- コーナン南芦屋浜店
- スーパーマルハチ 南芦屋浜店
- 芦屋ベイコート倶楽部 ホテル＆スパリゾート